# کوهسار

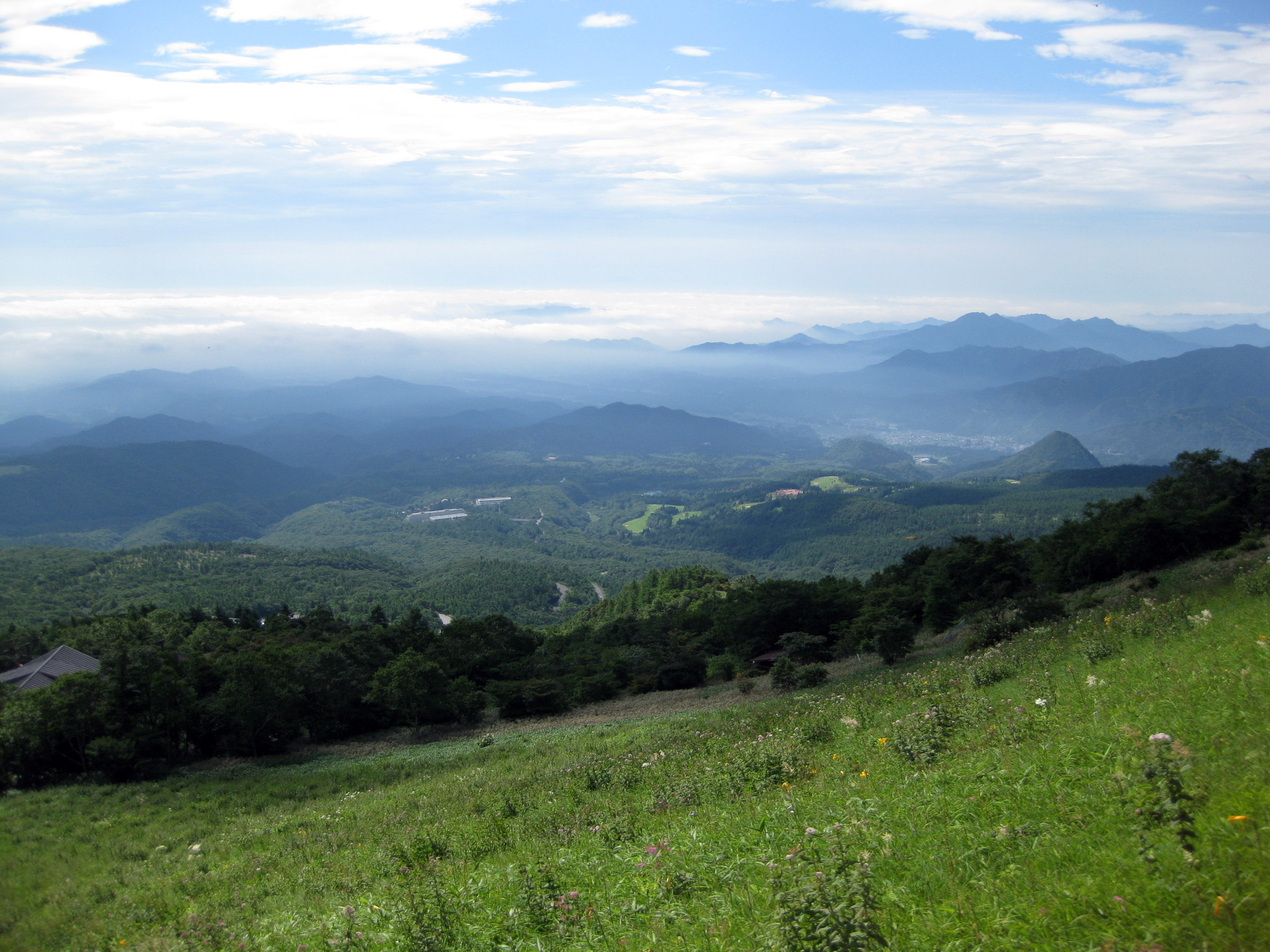
کوهسار «کیریفوری» در ژاپن

واژهٔ کوهسار یا واژهٔ بلندی‌ها (به انگلیسی: Highland) یا بلندبوم (به انگلیسی: Upland) یا به‌طور کلی «بلندبوم» ها برای اشاره به هرگونه ناحیهٔ کوهستانی یا فلات برآمدهٔ کوهستانی به کار می‌رود. واژه تپه‌سار بیشتر برای اشاره به رشته تپه‌هایی با بلندای ۳۰۰ متر تا ۵۰۰–۶۰۰ متر، و واژه کوهسار برای اشاره به رشته کوه‌هایی با بلندای بیشتر از تپه‌ها ولی کمتر از قله‌ها و کوه‌های بلند کاربرد دارد.